# Pier Luigi Bersani
Pier Luigi Bersani (Bettola, 29 de setembro de 1951) é um político italiano, ex-secretário do Partido Democrático, um partido político de centro-esquerda na Itália. Ele foi o candidato da coligação de seu partido para primeiro-ministro da Itália as  Eleições legislativas na Itália em 2013.. Entretanto, o cargo acabou sendo ocupado por Enrico Letta.

## Biografia
Pier Luigi Bersani nasceu na comuna de Bettola da Província de Piacenza a 29 de setembro de 1951. Bersani provém de uma família de artesãos, seu pai Giuseppe era mecânico. Bersani e sua família são católicos praticantes. Cursou filosofia na Universidade de Bolonha, concluindo com uma tese sobre a história do Cristianismo centrado na figura do Papa Gregório I. É casado desde 1980 com Daniela Ferrari, farmacêutica, com a qual tem duas filhas (Elisa e Margheritae).
Após trabalhar por algum tempo como professor, ingressou no Partido Comunista Italiano, sendo eleito líder regional da partido em 1993. Neste ano, tornou-se presidente da região de Emília-Romanha. Ocupou os cargos de Ministro da Indústria (1996-1999), Ministro do Transporte (1991-2001) e Ministro de Desenvolvimento Econômico (2006-2008), sendo que neste último ministério, concentrou esforços para pôr fim com privilégios de cartéis ocultos no país.
Atualmente é membro do Partido Democrático, ao qual se filiou desde sua fundação em 2007 e conquistou a liderança deste pelas primárias. É candidato ao cargo de primeiro-ministro italiano pela coalizão de centro-esquerda "Italia. Bene Comune" (Itália. Bem Comum), e apontado como favorito para vencer as eleições parlamentares em 24-25 de fevereiro de 2013. Necessitando de maior apoio da juventude, prevê o aumento de ofertas de trabalho para jovens e mulheres, redução dos custos de contratação nas pequenas e médias empresas e fortalecimento das leis de combate à corrupção. Pretende continuar os esforços de Mario Monti nos planos de austeridade para dar continuidade aos compromissos com a União Europeia.
As pesquisas de opinião o mostraram como favorito para ocupar o cargo de primeiro-ministro a ser determinado nas eleições parlamentares de 2013 da Itália, mas o cargo acabou sendo ocupado por Enrico Letta.